# Valea Mare (Vâlcea)
Pour les articles homonymes, voir Valea Mare.
Valea Mare est une commune du județ de Vâlcea en Roumanie.